# Hedy Scott
Hedy Scott (Geldenaken, 24 januari 1946) is een Belgisch model en actrice.

## Levensloop
Scott werd geboren in het Waalse Geldenaken. Haar vader was een Amerikaanse militair, haar moeder een Belgische actrice. Haar vader overleed in 1953 in Korea. In de jaren '60 verhuisde zij naar de Verenigde Staten. In juni 1965 werd zij Playmate van de maand voor het blad Playboy. Zij is nog steeds de enige Belgische ooit die playmate was in de Amerikaanse Playboy. Scott liep modeshows voor designer Charles Gallet en speelde een rol in de film Fireball 500 in 1966.

## Filmografie
- The Munsters (1966), tv-serie
- Fireball 500 (1966)